# Digitale Grundbildung
Digitale Grundbildung ist ein ordentliches Lehrfach im Lehrplan für die Sekundarstufe I im österreichischen Bildungssystem und umfasst Medienkompetenz, Digitale Bildung und politische Bildung.

## Geschichte
Der Unterrichtsgegenstand wurde im Schuljahr 2018/2019 für alle Schulformen, zunächst als verbindliche Übung, in der Sekundarstufe I eingeführt. Im Schuljahr 2017/2018 fand ein Pilotversuch statt, in dem interessierte Schulen den Unterrichtsgegenstand bereits einführen konnten.
Ausgangspunkt der Digitalen Grundbildung als Unterrichtsgegenstand war die Veröffentlichung der  Digitalisierungsstrategie „Schule 4.0“ der ÖVP-SPÖ-Regierung am 23. Jänner 2017 durch Bildungsministerin Hammerschmid. Im Zuge des vorzeitigen Endes der ÖVP-SPÖ-Regierung entstand die Gelegenheit, die erforderliche 2/3-Mehrheit im Parlament für die Einführung eines neuen Unterrichtsgegenstands zu erreichen. Die Gelegenheit wurde genutzt und der Unterrichtsgegenstand im Zuge einer umfassenderen Schulreform beschlossen. Das Gesetz wurde am 15. September 2017 veröffentlicht.
Nach dem Wechsel zur ÖVP-FPÖ-Regierung am 18. Dezember 2017 und der Übernahme der Ministeriumsleitung durch Bildungsminister Faßmann ist die Schule 4.0-Strategie nicht wesentlich verändert worden. Der Lehrplan wurde durch das Ministerium am 19. April 2018 verlautbart.
Mit dem Schuljahr 2022/23 ist das Fach ein ordentliches Lehrfach geworden.

## Inhalte
Der Lehrplan definiert drei Bereiche mit dem Ziel eines informierten, souveränen und verantwortlichen Umgangs mit Medien und Technik durch mündige Bürgerinnen und Bürger in der Demokratie und einer zunehmend von Digitalisierung beeinflussten Gesellschaft:
Digitale Kompetenz
Digitale Kompetenz als die Befähigung der Schülerinnen und Schüler, auf Basis eines breiten Überblicks über aktuelle digitale Werkzeuge (Hard- und Software) für bestimmte Einsatzszenarien im schulischen, beruflichen sowie privaten Kontext jeweils passende Werkzeuge und Methoden auszuwählen, diese zu reflektieren und anzuwenden.
Medienkompetenz
Medienkompetenz umfasst die Bereiche der Produktion, der Repräsentation, der Mediensprache und der Mediennutzung. Die Vermittlung von Medienkompetenz umfasst demnach die Fähigkeit, Medien zu nutzen, die verschiedenen Aspekte der Medien und Medieninhalte zu verstehen und kritisch zu bewerten sowie selbst in vielfältigen Kontexten zu kommunizieren. Kritisches und kreatives Denken werden als  zentrale Aspekte der Medienbildung genannt.
Politische Kompetenzen
Sind Mittel der Förderung der Demokratie und der politischen Partizipation der Bürgerinnen und Bürger. Betont wird, dass freie digitale Informations- und Kommunikationsnetze  weitreichende kommunikative, soziale und kreative Möglichkeiten bieten, aber auch Risiken und Gefahren für den Einzelnen bergen. In den Mittelpunkt wird dann das Verständnis von Demokratie und Meinungsfreiheit sowie die aktive Teilhabe an netzwerkbasierter, medial vermittelter Kommunikation gerückt.
Der Lehrplan definiert weiters drei zentrale fachliche Konzepte, basierend auf dem Frankfurter Dreieck:
- technisch-mediale Kompetenzen
- gesellschaftlich-kulturelle Kompetenzen
- interaktionsbezogene Kompetenzen

## Belege
1. ↑  Christian Swertz: Digitale Grundbildung im Pilotversuch:. In: Medienimpulse. Band 56, Nr. 3, 5. Oktober 2018, ISSN 2307-3187 (univie.ac.at [abgerufen am 17. Dezember 2019]).
2. ↑  71. Verordnung des Bundesministers für Bildung, Wissenschaft und Forschung, mit der die Verordnung über die Lehrpläne der Neuen Mittelschulen sowie die Verordnung über die Lehrpläne der allgemeinbildenden höheren Schulen geändert werden. Abgerufen am 17. Dezember 2019.
3. ↑  ORF at/Agenturen red: Digitale Grundbildung wird Pflichtgegenstand an Schulen. 24. November 2021, abgerufen am 24. November 2021.
4. ↑  Digitale Grundbildung. Abgerufen am 9. Januar 2023.
5. ↑  RIS - BGBLA_2022_II_267 - Bundesgesetzblatt authentisch ab 2004. Abgerufen am 2. Mai 2024.